# Silbercyanid
Silbercyanid ist das Cyanidsalz des Silbers. Es besitzt die Formel AgCN.

## Darstellung
Silbercyanid kann durch Reaktion einer Silbernitratlösung mit einer Kaliumcyanidlösung gewonnen werden.
{\displaystyle \mathrm {AgNO_{3}+KCN\longrightarrow AgCN+KNO_{3}} }

## Eigenschaften
Silbercyanid ist ein farbloses, geruchloses Salz, das sich bei Erwärmung auf 320 °C zersetzt. Die Zersetzung von Silbercyanid an der Luft liefert Cyanwasserstoff und nitrose Gase als flüchtige Produkte. Kohlenstoffdioxid setzt in Gegenwart von Feuchtigkeit, wie für Cyanide typisch, aus ihnen Blausäure frei. Wie viele Cyanide ist Silbercyanid hochgiftig.

## Verwendung
Silbercyanid entsteht bei der Gewinnung von Silber aus Silbererzen. Das Erz wird dabei mit einer wässrigen Natriumcyanidlösung und Luftsauerstoff behandelt, wobei das Silber in Silbercyanid überführt wird, das sich mit weiterem Cyanid zum löslichen Komplex Dicyanoargentat [NC-Ag-CN]− verbindet. Diesen Prozess nennt man Cyanidlaugerei. Verwendet wird Silbercyanid unter anderem bei der Galvanisierung (Versilberung) sowie bei der Herstellung von Isonitrilen.